# Ekaterina Semënovna Voroncova
Ekaterina Semënovna Voroncova, (in russo Екатерина Семёновна Воронцова?) (San Pietroburgo, 24 ottobre 1783 – Londra, 27 marzo 1856), è stata una nobildonna russa.

## Biografia
Figlia del conte Semën Romanovič Voroncov (1744-1832), e di sua moglie, la contessa Ekaterina Alekseevna Senjavina (1761-1784), damigella d'onore dell'imperatrice Caterina II. 
Perse sua madre a 10 mesi, e in quel momento si notarono, anche in Ekaterina, i primi sintomi della malattia che aveva portato la madre alla morte.
Dal 1784 al 1806 visse in Inghilterra, dove il padre era stato nominato ambasciatore. Qui ricevette, sotto la guida di suo padre, un'istruzione eccellente. Amava i classici, la musica e il canto, possedeva una voce meravigliosa e spesso cantava in duetto con il poeta Thomas Moore, che per il suo album presentò una serie di melodie russe.
Temendo per la sua salute, il padre prese accordi con il fratello nei quali si stabilì che, in caso della sua morte, Ekaterina poteva rimanere a vivere in Inghilterra.
Nel 1797 divenne damigella d'onore dell'imperatrice Marija Fëdorovna.

## Matrimonio

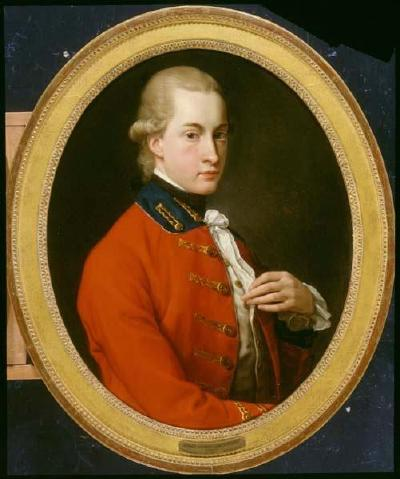
George Herbert, XI conte di Pembroke, di Pompeo Batoni, 1779.

Il padre fu felicissimo quando sua figlia accettò la proposta di matrimonio di Lord George Herbert, XI conte di Pembroke, figlio della sua vecchia amica, Elizabeth Pembroke, allora vedovo con due figli. Il matrimonio ebbe luogo il 25 gennaio 1808, dopo aver chiesto il permesso all'imperatrice Marija Fëdorovna. Ebbero sei figli:
- Lady Elizabeth (1809-1858), sposò Richard Meade, III conte di Clanwilliam, ebbero figli;
- Sidney Herbert, I barone di Lea (1810-1861);
- Lady Mary (1813-1892), sposò George Brudenell-Bruce, II marchese di Ailesbury, non ebbero figli;
- Lady Catherine (1814-1886), sposò Alexander Murray, VI conte di Dunmore, ebbero quattro figli;
- Lady Georgiana (1817-1847), sposò Henry Petty-Fitzmaurice, IV marchese di Lansdowne, non ebbero figli;
- Lady Emma (1819-1884), sposò Thomas Vesey, III visconte de Vesci, ebbero figli.

Nel 1817 hanno ospitato, a Wilton House, il granduca Nicola. Rimasta vedova nel 1827, si dedicò completamente all'educazione dei figli e si prese cura del padre, che morì tra le sue braccia nel 1832.

## Morte
Morì il 27 marzo 1856. Fu sepolta nella cripta della chiesa Viltonskoij.